# Amalie Sebald

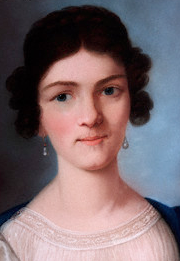
Amalie Sebald, Pastell von Dora Stock (Ausschnitt)

Amalie Sebald, Elfenbeinminiatur von Johann Heusinger, 7,1 × 5,7 cm, 1814 (verschollen)

Amalie Sebald (* 24. August 1787 in Berlin; † 4. Januar 1846 in Berlin) war eine deutsche Sängerin und galt zu Beginn des 20. Jahrhunderts als Beethovens „unsterbliche Geliebte“.

## Leben
Amalie Sebald war eine Tochter der Altistin von Sebald, geborene Schwadke, und des Justizrats Karl Christian August Sebald. Wie ihre Schwester Auguste, die später den evangelischen Geistlichen Carl Ritschl heiratete, war sie Sopranistin. In den Akten der Singakademie ist die Mutter für das Jahr 1791 vermerkt, die Töchter 1801 bzw. 1802; als Solistinnen traten die drei Damen erstmals 1794 und 1803 bzw. 1804 auf.
Beethoven lernte Amalie Sebald im Sommer 1811 im Badeort Teplitz kennen; sie war zusammen mit der Gräfin Elisabeth von der Recke angereist. Damals gewann das Herz des Komponisten, der sie 1812 wieder in Teplitz traf. Amalie Sebald heiratete später, am 17. Oktober 1815, den Berliner Justizrat Ludwig Krause (um 1781–1825), den sie überlebte, während Beethoven unverehelicht blieb und noch fünf Jahre später gegenüber Gianastasio de Rio äußerte, er habe kaum Hoffnung, die Frau, in die er sich verliebt habe, für sich zu gewinnen.
Amalie Sebald wirkte nach ihrer Eheschließung offenbar noch als Gesangslehrerin. Zu ihren Schülerinnen gehörte Lili Parthey, der sie 1817 ein Medaillon mit Haaren der Königin Luise zum Geburtstag schenkte.

## Beethovens Liebesbrief
Der Beethoven-Forscher Wolfgang Alexander Thomas-San-Galli glaubte 1910 in Amalie Sebald die Adressatin des berühmten Briefs an die „Unsterbliche Geliebte“ gefunden zu haben, eines Briefes, den Beethoven am 6./7. Juli 1812 im böhmischen Kurort Teplitz an eine Unbekannte geschrieben hatte. Thomas-San-Gallis These wird heute nicht mehr diskutiert.